# Stefan Nimke
Stefan Nimke (Hagenow, Mecklemburg-Pomerània Occidental, 26 de juny de 1987) és un ciclista alemany especialitzat en pista. Va guanyar quatre medalles als Jocs Olímpics, una de les quals fou d'or. També ha aconseguit quatre Campionats del món de Quilòmetre contrarellotge i dos Campionats del món de Velocitat per equips.

## Palmarès[calcitació]
- 1996
  -  Campió d'Alemanya en Quilòmetre
- 1997
  - Campió d'Europa sub-23 en Quilòmetre Contrarellotge
  - Campió d'Europa sub-23 en Velocitat per equips (amb Jens Fiedler i Eyk Pokorny)
- 1999
  - Campió d'Europa sub-23 en Quilòmetre Contrarellotge
  -  Campió d'Alemanya en Quilòmetre
- 2000
  -  Medalla de plata als Jocs Olímpics de Sydney en Quilòmetre contrarellotge
  -  Campió d'Alemanya en Quilòmetre
- 2001
  -  Campió d'Europa sub-23 en Velocitat per equips (amb Carsten Bergemann i Matthias John)
  -  Campió d'Alemanya en Velocitat
- 2002
  -  Campió d'Alemanya en Velocitat per equips
- 2003
  -  Campió del món de quilòmetre contrarellotge
- 2004
  -  Medalla d'or als Jocs Olímpics d'Atenes en Velocitat per equips (amb Jens Fiedler i René Wolff)
  -  Medalla de bronze als Jocs Olímpics d'Atenes en Quilòmetre contrarellotge
  -  Campió d'Alemanya en Velocitat per equips
- 2005
  -  Campió d'Alemanya en Keirin
  -  Campió d'Alemanya en Velocitat
- 2006
  -  Campió d'Alemanya en Keirin
  -  Campió d'Alemanya en Velocitat per equips
- 2008
  -  Medalla de bronze als Jocs Olímpics de Pequín en Velocitat per equips (amb René Enders i Maximilian Levy)
- 2009
  -  Campió del món de quilòmetre contrarellotge
- 2010
  -  Campió del món de velocitat per equips (amb Robert Förstemann i Maximilian Levy)
  -  Campió d'Europa en Velocitat per equips (amb Robert Förstemann i Maximilian Levy)
  -  Campió d'Alemanya en Quilòmetre
  -  Campió d'Alemanya en Velocitat per equips
- 2011
  -  Campió del món de quilòmetre contrarellotge
  -  Campió del món de velocitat per equips (amb René Enders i Maximilian Levy)
  -  Campió d'Europa en Velocitat per equips (amb Robert Förstemann i René Enders)
  -  Campió d'Alemanya en Quilòmetre
- 2012
  -  Campió del món de quilòmetre contrarellotge

### Resultats a laCopa del Món
- 1997
  - 1r a Fiorenzuola d'Arda, en Quilòmetre
- 1998
  - 1r a Cali, en Quilòmetre
  - 1r a Victoria, en Velocitat per equips
- 1999
  - 1r a València, en Velocitat per equips
- 2000
  - 1r a Torí, en Quilòmetre
- 2001
  - 1r a Ipoh, en Quilòmetre
  - 1r a Ipoh, en Velocitat per equips
- 2003
  - 1r a la Classificació general i a la prova de Moscou, en Quilòmetre
- 2004
  - 1r a Aguascalientes, en Quilòmetre
- 2005-2006
  - 1r a Moscou, en Velocitat
  - 1r a Moscou, en Velocitat per equips
- 2008-2009
  - 1r a Cali, en Quilòmetre
  - 1r a Cali, en Velocitat per equips
- 2009-2010
  - 1r a Manchester, en Quilòmetre
- 2011-2012
  - 1r a Londres, en Quilòmetre
  - 1r a Cali, en Velocitat per equips